# 양현영
양현영은 대한민국의 배우이다.

## 학력
- 동국대학교 연극영화학과 졸업

## 진행 프로그램
- 2007년 어린이TV 콩닥콩닥 콩콩 (MC 콩주역)

## 영화
- 2009년 더 로드
- 2005년 홀리데이 - 여대생1 역